# Схаубрук, Питер
Питер Схаубрук (Схоубрук, Шубрук) (нидерл. Pieter Schoubroeck; ок. 1570, Ламбрехт (Пфальц) — 28 июня 1607, Франкенталь) — фламандский живописец, мастер картин на исторические сюжеты и пейзажей. Работал в Германии, отсюда немецкое прочтение его фамилии как Шубрук, представитель «школы Франкенталя».

## Биография
Отец художника, проповедник Николас Схаубрук, спасаясь от преследований кальвинистов в Испанских Нидерландах, в 1566 году приехал в Хессхайм недалеко от Франкенталя (Рейнланд-Пфальц). Мать художника — Кларкен де Валь.
Питер Схаубрук, вероятно, учился живописи в Мехелене и стал влиятельным членом фламандской общины живописцев, обосновавшихся во Франкентале, в которую также входили Хендрик ван дер Борхт, Гиллис ван Конинкслоо (по некоторым данным учитель Схаубрука) и Антон Миру.
Во время поездки в Рим в 1595 году Схаубрук познакомился с работами своих соотечественников Пауля Бриля и Яна Брейгеля Старшего. С 1597 по 1600 год художник работал в Нюрнберге. Он был женат на Катарине Каймокс (Catharina Caimox), дочери антиквара и торговца картинами Корнелиса Каймокса, который жил во Франкентале с 1581 по 1588 год и торговал на ярмарках в Лейпциге и Франкфурте. Крестным отцом сына четы Схаубруков Питера, крестившегося в 1600 году, стал Хенрикус Мироу, отец художника Антона Мироу.

## Творчество
Питера Схаубрука привлекали необычные темы и сюжеты, он писал пейзажи с фантастическими сценами, которые эффектно освещал огнём пожаров или лунным светом. Помимо религиозных произведений, основанных на Ветхом и Новом Заветах, он также изображал исторические события, такие как разрушение Трои.
Работы Схаубрука находятся во многих европейских музеях, таких как Музей изящных искусств и археологии в Безансоне, Музей герцога Антона Ульриха в Брауншвейге, Галерея старых мастеров в Касселе, Музей Рейсс-Энгельхорна в Манхайме, Старая пинакотека в Мюнхене, музей Саара в Саарбрюккене, Исторический музей Пфальца в Шпайере и Эрмитаж в Санкт-Петербурге.

## Галерея
- Пейзаж с Латоной. Ок. 1607. Дерево, масло
- Красивый пейзаж с водопадом. 1607. Дерево, масло
- Вавилонская башня. Медь, масло. Частное собрание
- Пожар Трои. Между 1595 и 1607. Дерево, масло. Королевский музей изящных искусств, Антверпен
- Эней выносит своего отца Анхиса из горящей Трои. 1606. Медь, масло. Музей истории искусств, Вена
- Содом и Гоморра. Дерево, масло. Частное собрание